# Eupithecia anguinata
Eupithecia anguinata es una especie de polilla de la familia Geometridae. La especie fue descrita por primera vez por William Warren habiendo sido descrita en 1902, con distribución en Kenia. El holotipo de la especie fue descrita en los alrededores del escarpe de Kikuyu. La especie también ha sido descrito a nivel del Kilómetro 478 del ferrocarril de Uganda.

## Descripción
Es una polilla pequeña, con una envergadura de 25 milímetros (1 plg). Es una especie oscura, el ala anterior con el ápice y tornus más agudos que en otras especies de la region, incluyendo Eupithecia celatisigna y E. infelix, que abunda en Songea. Las alas son ligeramente más pardos, más marcados. El ángulo agudo (en forma de V) de la línea media es particularmente característico de esta especie, que recuerda al de la especie española Eupithecia rosmarinata. Cuenta con una mancha subterminal blanquecina en el pliegue del ala. La ciliación antenal no es tan larga como el diámetro del eje de la antena. La cabeza, tórax y abdomen son de color gris oscuro. El abdomen cuenta con un anillo negro en el tercer segmento.